# Хелависа
Хелави́са (настоящее имя Ната́лья Андре́евна О’Шей, девичья фамилия Никола́ева; род. 3 сентября 1976, Москва, РСФСР, СССР) — российская певица, автор песен, музыкант (кельтская арфа, гитара, кастаньеты, фортепиано), лингвист — кельтолог и германист, кандидат филологических наук, писатель.
Основательница и лидер музыкальной группы «Мельница» (фолк-рок), также ведёт свои сольные проекты «Хелависа», «Хелависа, Лазерсон и друзья» и дуэт «36 и 6». Ранее входила в фолк-рок-группу «Тиль Уленшпигель», где была вокалисткой и соавтором многих песен, а также группы «Clann Lir» (традиционный кельтский фолк) и «Romanesque» (фолк).

## Биография

### Ранние годы и образование
Наталья Андреевна родилась 3 сентября 1976 года в Москве, в семье химиков. Отец, Андрей Владимирович Николаев, — химик-органик, профессор северо-британского университета Данди. Мать, Ольга Алексеевна Кост, — биохимик, ведущий научный сотрудник МГУ, дочь известного профессора химика-органика А. Н. Коста. 
Родители с раннего детства прививали интерес к музыке . В 1992 году Наталья окончила музыкальную школу № 14 по классу фортепиано, кроме того она посещала занятия по хоровому вокалу. Основное образование получила в школе № 37 с углублённым изучением английского языка.

Окончив школу в 1993 году, Наталья Николаева поступила на филологический факультет МГУ. Первоначально её выбор пал на кафедру французского языка. Уже позже, изучая основы сравнительного языкознания на курсах О. С. Широкова, она увлеклась кельтскими и германскими языками.

### Научная деятельность
После окончания магистратуры Наталья продолжила учёбу в аспирантуре МГУ. С 1999 по 2004 год она работала ассистентом кафедры германской и кельтской филологии филологического факультета, вела факультативный семинар по ирландскому языку. Во время стажировки в Ирландии преподавала в Тринити-колледже в Дублине. В 2003 году защитила кандидатскую диссертацию «Тематизация презенса сильного глагола в кельтских и германских языках (на материале древнеирландского и готского)». С 2003 по 2008 годы работала преподавателем кафедры кельтской и германской филологии МГУ, с 2008 по 2014 годы — старшим научным сотрудником там же.
В июне 2014 года Наталья оставила научную работу в МГУ и посвятила себя музыке, самостоятельной научной деятельности и семье, однако периодически продолжает публиковать статьи в научных изданиях. 
Наталья — кандидат филологических наук, лингвист, специалист по кельтским языкам, культуре и фольклору ирландских народов, в разной степени владеет несколькими иностранными языками.

### Музыкальное творчество

#### Начало музыкальной карьеры
С детства Наталья сочиняла песни на тексты поэтов-классиков и друзей из ролевого сообщества. Первая песня, написанная на собственный текст, — «Дорога сна» — была создана в 1993 году. В 1996 году на кассетах вышли её первые сборники собственных песен и положенных на музыку стихотворений русских поэтов — «Лунный день», «Дорога сна» и англоязычный «Running to Paradise», в котором были положены на музыку стихотворения из толкиновского цикла, а также некоторые произведения ряда западноевропейских поэтов и писателей. 
На музыкальной сцене Наталья выступает с 1996 года, когда вышел её первый альбом с переложением на музыку стихотворений англоязычных поэтов. В репертуаре Натальи есть также народные ирландские, валлийские, английские и шотландские песни.

#### Тиль Уленшпигель
Летом 1998 года Наталья была приглашена в группу «Тиль Уленшпигель» в качестве вокалистки, и 23 июня 1998 года она впервые выступила на сцене под сценическим псевдонимом «Хелависа» с собственными песнями, вошедшими в репертуар группы.
Появление основного авторского псевдонима «Хелависа» основано на портретном сходстве с изображением ведьмы Хелависы (англ. Hellawes) на иллюстрации Обри Бердслея к роману Томаса Мэлори «Смерть Артура».

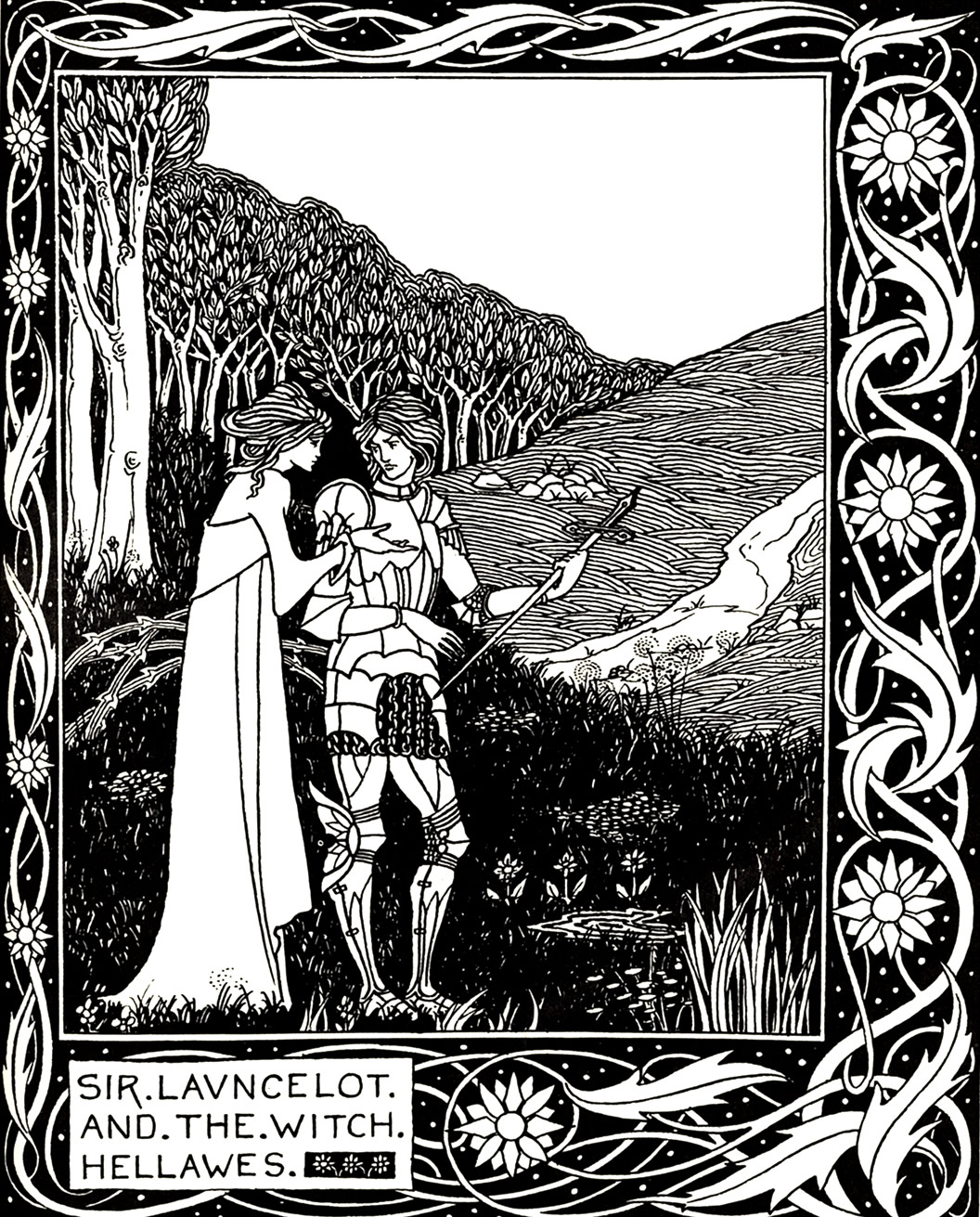
Ланселот и Хелависа (иллюстрация Обри Бердслея)

В 1999 году группа распалась. По инициативе Хелависы ушедшие из группы музыканты продолжили выступать вместе, образовав группу «Мельница». Лидером коллектива стала Хелависа.

#### «Мельница» и сайд-проекты
Группа «Мельница» является основным направлением творческой деятельности Хелависы. К настоящему времени она остается единственным участником группы, который входил в её первоначальный состав. В период с 2003 по 2008 годы Хелависа принимала участие в фолк-проекте Clann Lir, а в 2005 году — в составе группы Romanesque (балканский фолк), представлявшей собой женское арфовое трио.
До 2003 года Хелависа и «Мельница» были популярны в сравнительно узких кругах поклонников фолка и фолк-рока, выступая преимущественно в небольших клубах Москвы и Санкт-Петербурга. В 2003 году вышел первый альбом группы — «Дорога сна», презентация которого собрала аншлаг в московском клубе «Б2», после чего группа стала выступать на крупных московских концертных площадках.
В апреле 2005 года вышел второй альбом группы — «Перевал», высоко оценённый (4/5) музыкальным журналом Play.
Широкая известность к Хелависе и «Мельнице» пришла в июне 2005 года, когда песня «Ночная кобыла» с вышедшего к тому моменту альбома «Перевал» попала в хит-парад «Чартова дюжина» радиостанции «Наше радио», продержавшись в нём в течение 22 недель, из которых 11 недель находилась на 1 месте, и заняла первое место по итогам года. С 2006 года группа начала ездить в ежегодные гастрольные туры по всей стране.
В 2005 году выходит в свет единственный из альбомов фолк-группы «Clann Lir», на котором звучит вокал Хелависы, её мужа, Джеймса О’Шея, а также сооснователя группы Юрия Андрейчука. Наряду с ирландской арфой, в записях альбома звучит волынка, вистлы, лютня, на которых играет известный музыкант-мультиинструменталист Владимир Лазерсон, боуран, а также спинет. Альбом неофициально распространялся в Ирландии и получил доброжелательные отзывы от ирландской публики.
В сентябре 2005 года в группе «Мельница» произошёл раскол вследствие творческих разногласий между Хелависой и другими неформальными лидерами коллектива. В течение месяца Хелависа с оставшимися в группе участниками набрали новых музыкантов взамен вышедших из состава группы. Первый концерт группы в новом составе состоялся 26 ноября 2005 года в подмосковном городе Черноголовка, куда группа была приглашена в качестве хэдлайнеров фолк-рок фестиваля.
В 2006 году выходит альбом «Зов крови» — первый альбом группы в обновлённом составе.
Параллельно с новым составом группы «Мельница» возникает сольный проект «Хелависа», постепенно трансформировавшийся в проект «Хелависа, Лазерсон и друзья».
В 2009 году выходят сразу два альбома: очередной альбом «Мельницы» под названием «Дикие травы» и первый «официальный» сольный альбом Хелависы «Леопард в городе».
К началу 2010 года ежегодные гастрольные туры Хелависы и «Мельницы» географически охватывают всю территорию России, а с 2015 года гастрольный график расширяется не только на ближнее (Украина, Белоруссия, Казахстан), но и на дальнее зарубежье (Израиль, разовые выступления на музыкальных фестивалях в Эстонии, Германии).
В 2012 году вышел пятый номерной альбом «Мельницы» под названием «Ангелофрения», для работы над которым был приглашен саунд-продюсер — заслуженный артист РФ Александр Самойлов.
В 2013 году выходит второй сольный альбом Хелависы «Новые ботинки» в стиле кельтского фолка.
С выходом шестого («Алхимия», 2015 год) и седьмого («Химера», 2016 год) номерных альбомов, образовавших концептуальную дилогию, авторский коллектив группы во главе с Хелависой продемонстрировал, что достиг уровня сложившейся высокопрофессиональной самобытной и самодостаточной творческой лаборатории.
В 2015 году появляется концертная программа «36,6», состоящая из песен, исполняемых дуэтом, в который на правах соавторов-исполнителей входят Хелависа и Сергей Вишняков. 29 декабря 2017 года состоялся релиз сингла «Поверь» — первой композиции из планируемого цикла. 24 февраля 2018 года был выпущен официальный видеоклип на этот сингл. Съёмки видеоклипа прошли в декабре 2017 года в Санкт-Петербурге. 21 марта 2018 года состоялся релиз сольного альбома Хелависы «Люцифераза», куда вошёл уже выпущенный сингл.
В 2018 году озвучила Джайну Праудмур в музыкальном анимированном клипе «Лики войны: Джайна», предваряющем выход дополнения «Битва за Азерот» по вселенной игры World of Warcraft, для российского импортёра студии Blizzard Entertainment.
25 марта 2022 года бывший солист группы «Король и Шут» Андрей Князев и Хелависа выпустили композицию «Прекрасный старый дом» (переделка песни «Проклятый старый дом» из альбома «КиШа» «Как в старой сказке», 2001) для саундтрека мультфильма «Финник» «Финник. Музыка из фильма».

#### Музыкальные инструменты
Наталья О’Шей окончила музыкальную школу по классу фортепиано, владеет акустической гитарой и кастаньетами.

### Литературное творчество
1 ноября 2006 года Хелависа публикует в журнале «Вокруг света» авторский очерк «Ирландия, где всегда идёт дождь».
29 ноября 2013 года поступает в продажу опубликованное издательством «Эксмо» первое художественное произведение с упоминанием в авторах Натальи О’Шей, написанное Максимом Хорсуном, — фантастический роман «Ангелофрения» в жанре стимпанка. Тем не менее, в работе над романом сама Наталья Андреевна участия не принимала, её имя на обложку было помещено чисто из маркетинговых соображений. В итоге роман получил смешанные отзывы: в своих рецензиях читатели указывали на большое количество орфографических и стилистических ошибок, а также на недостаточную проработанность мира.
В 2016 году Институтом этнологии и антропологии имени Н. Н. Миклухо-Маклая при РАН была издана научно-популярная книга «Сказки, рассказанные в октябре», написанная Натальей О’Шей в соавторстве с этнографом Наталией Лапкиной при поддержке Российского гуманитарного научного фонда, основанная на результатах проведённой авторами выездной научно-творческой школы в городе Плюгрескане (Франция) в мае-июне 2013 года в рамках исследовательского проекта «Основы межкультурной адаптации детей дошкольного и младшего школьного возраста».
В 2018 году Наталья начала работу над книгой «Хроники Люциферазы. Три корабля», название которой отсылает к сольному альбому, вышедшему в том же году. Книга была выпущена издательством Livebook в 2020 году.

### Личная жизнь
Среди увлечений и хобби Хелависы можно отметить верховую езду, альпинизм, горнолыжный спорт, плавание, йогу. 
21 августа 2004 года Наталья Николаева вышла замуж за Джеймса Корнелиуса О’Шея, гражданина Ирландии, на тот момент помощника атташе по культуре ирландского посольства в Москве. После замужества стала жить вместе с семьёй в Западной Европе. Некоторое время семья жила в Израиле, а летом 2022 года переехала в Ирландию. 
Имеет двух дочерей.
С 2008 по 2016 Хелависа активно занималась дизайном одежды и аксессуаров, создав совместно с Наталией Лапкиной и Марианной Шипициной мастерскую моды «Mitzi Dupree».
Хелависа в России ведёт активную студийную и концертную деятельность в составе группы «Мельница» и в сольных проектах.

## Дискография

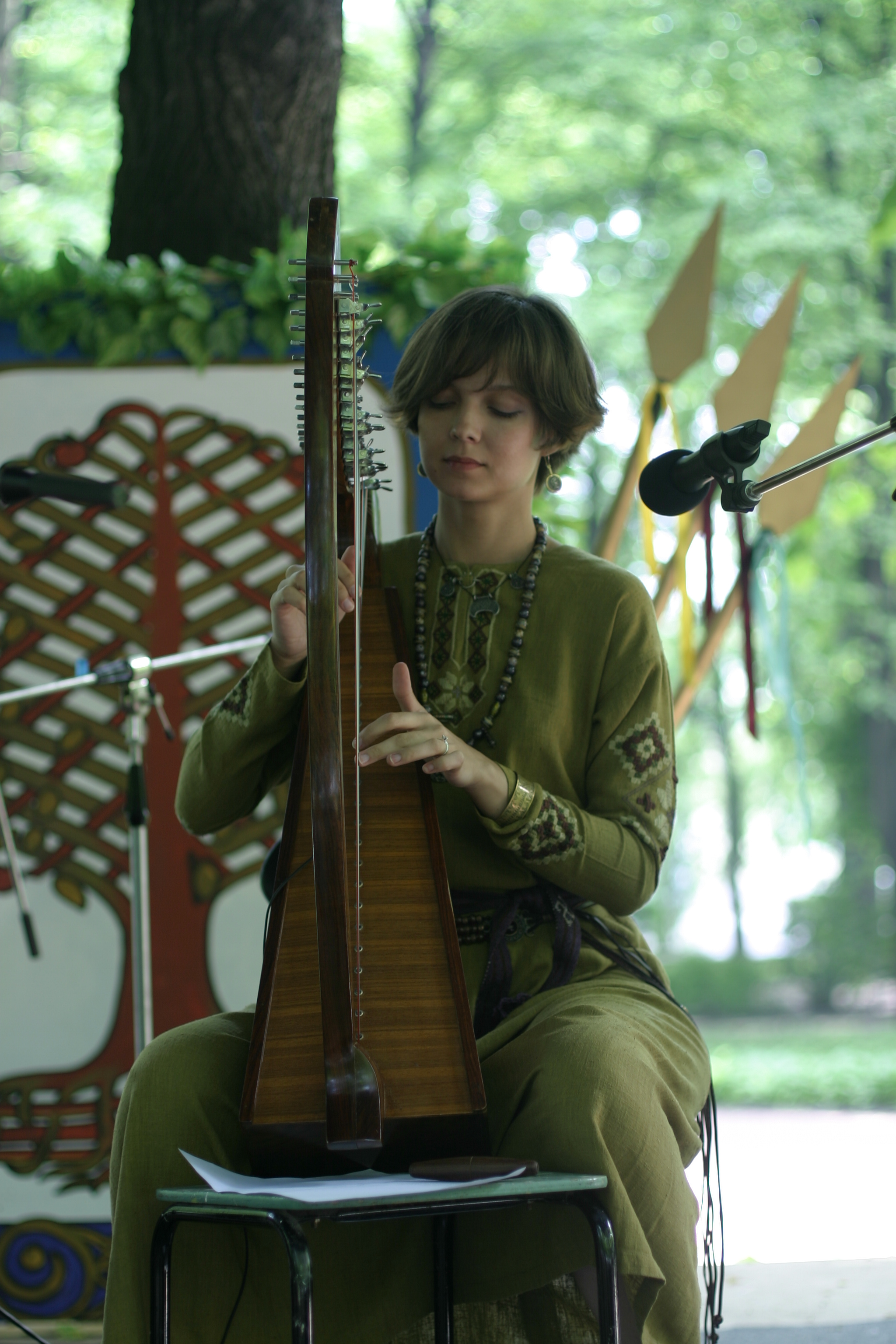
Хелависа на фестивале, приуроченном к 300-летию Летнего сада (26 июня 2004)

### Раннее творчество
- Running to Paradise (магнитофонный/цифровой альбом, 1996)
- «Дорога сна» (магнитофонный/цифровой альбом, 1996)
- «Лунный день» (магнитофонный/цифровой альбом, 1996)
- «Сольные записи» (магнитофонный/цифровой альбом, 1999)

### В составе группы «Мельница»
- Альбом «Дорога сна» (CD Land Records, 2003)
- Мини-альбом «Master of the Mill» (издание на CD-audio, 2004)
- Альбом «Перевал» (CD Land Records, 2005)
- Альбом «Зов крови» (Navigator Records, 2006)
- Сборник «The Best» (Navigator Records & CD Land Records, 2007)
- Альбом «Дикие травы» (Navigator Records, 2009)
- Сингл «Рождественские песни» (Navigator Records, 2011)
- Альбом «Ангелофрения» (Navigator Records, 2012)
- Бокс-сет «Знак четырёх» (Navigator Records, 2012)
- Мини-альбом «Радость моя» (Navigator Records, 2013)
- Концертный альбом «Ангелофрения live» (Navigator Records, 2014)
- Альбом «Алхимия» (Navigator Records, 2015)
- Альбом «Химера» (Navigator Records, 2016)
- Альбом «Манускрипт» (2021)
- Альбом «Символ солнца» (2023)

### В составе группы Clann Lir
- Clann Lir (Фонд развития традиционной культуры, 2005; переиздание Перекрёсток Рекордс[26], 2008). В двух треках альбома вокальный дуэт вместе с Натальей О’Шей записал её муж, Джеймс О’Шей.

### Сольный проект «Хелависа»
- «Леопард в городе» (Navigator Records, 2009)
- «Новые ботинки» (Navigator Records, 2013)
- «Поверь» (сингл, 2017)
- «Люцифераза» (2018)

### Участие в других проектах, работы по приглашению
- «Тебя ждала» — вокал, арфа совместно с группой «Начало Века». Песня вошла в состав сборников «Фолк Навигация» (2008), «Чартова дюжина. Top 13» (2009), а также в альбом группы «Начало Века» — «Формы времени», 2010. (Видео на Youtube).
- «Господари» (вокал), «Город» (вокал), «Лунный камень» (кельтская арфа), «Песни черни» (перфоманс) (2007) — участница юбилейного концерта группы «Тол Мириам».
- «Два ангела-II» — участница юбилейного концерта группы «Пилот» («10 лет — полёт нормальный»).
- «Там высоко» — совместно с Артуром Беркутом записала радиосингл и приняла участие в юбилейных концертах группы «Ария», 2010 г.
- «Падение» — запись дуэта с Алексеем Горшеневым для трека альбома xXx группы «Кукрыниксы».
- «От неба до неба» (группа «Северо-Восток», альбом «Открытый берег», 2008).
- «Потому что я играю фолк» — бэк-вокал в песне группы The Dartz (вошла в сингл «Когда позовёт тебя море», 2006, и сборник «ФолкРокФорум II», 2007).
- «Рядом быть» — дуэт с Юрием Постарнаковым для радиосингла группы «После 11», 2011 г. (запись вошла в сборник «Фолк Навигация», 2011).
- «Немного огня» — дуэт с Эдмундом Шклярским на юбилейных концертах «30 световых лет» группы «Пикник» (2012 г.)
- «Смерти нет» («Сокровище Энии», 2014, совместно с группой «Эпидемия»).
- «Улетаю» («Северо-Восток», альбом «Предчувствие», 2015).
- «Мама, ты знаешь…» — сингл CASUAL & Глобалис, записанный совместно с Хелависой и Сергеем Галаниным (группа «СерьГа»), премьера 8 марта 2017 г.
- «Проклятье бесконечных лет» и «Придумай светлый мир» («Легенда Ксентарона», 2018, совместно с группой «Эпидемия»)
- «Лики Войны: Джайна» — русская версия песни в World of Warcraft от Blizzard Entertainment.
- «Прекрасный старый дом» — дуэт с Андреем Князевым для саундтрека мультфильма «Финник» «Финник. Музыка из фильма» (2022). В основу трека легла песня «Проклятый старый дом» группы «Король и Шут» с новыми словами и аранжировкой[27].
- «Последняя песня» — дуэтный сингл с Романом Рябцевым с его грядущего последнего альбома. 9 декабря 2022 г. песня стартовала в «Чартовой дюжине» «Нашего радио»

### «Обыкновенное чудо»
В 2007 году вышел CD радиоспектакля «Обыкновенное чудо» (по пьесе Е. Л. Шварца, режиссёр Дмитрий Урюпин) с участием Хелависы, которая исполнила в спектакле роль кавалерственной дамы Эмилии. В постановке также приняли участие актёры рок-ордена «Тампль», Алексей Кортнев и др.

### «Последнее испытание»
Хелависа исполнила роль тёмной богини Такхизис в российском мюзикле «Последнее испытание», созданном Антоном Кругловым в соавторстве с Еленой Ханпирой по мотивам серии книг «Сага о копье». Хелависа участвовала только в аудиопостановке, которая была выпущена компанией «Перекрёсток Рекордс» на двух CD в 2009 году.

## Награды

### Индивидуальные
| Год  | Премия         | Категория       | Результат |
| ---- | -------------- | --------------- | --------- |
| 2013 | Чартова дюжина | Лучшая солистка | Номинация |
| 2015 | Чартова дюжина | Лучшая солистка | Победа    |
| 2016 | Чартова дюжина | Лучшая солистка | Номинация |
| 2017 | Чартова дюжина | Лучшая солистка | Победа    |
| 2018 | Чартова дюжина | Лучшая солистка | Номинация |
| 2024 | Чартова дюжина | Лучшая солистка | Победа    |

### В составе «Мельницы»
| Год  | Премия         | Категория                            | Номинант                                                   | Результат |
| ---- | -------------- | ------------------------------------ | ---------------------------------------------------------- | --------- |
| 2008 | Чартова дюжина | Лучший концерт                       | Презентация альбома «Зов крови», МСА «Лужники», 02.12.2006 | Победа    |
| 2008 | Чартова дюжина | Лучшие песни десятилетия (1998—2008) | Ночная кобыла                                              | 5 место   |
| 2013 | Чартова дюжина | Лучшая песня                         | «Дороги»                                                   | Номинация |
| 2016 | Чартова дюжина | Лучший альбом                        | «Алхимия»                                                  | Номинация |
| 2017 | Чартова дюжина | Лучший альбом                        | «Химера»                                                   | Номинация |

### Хит-парады
| Год  | Хит-парад      | Номинант         | Место  |
| ---- | -------------- | ---------------- | ------ |
| 2005 | Чартова дюжина | «Ночная кобыла»  | Победа |
| 2006 | Чартова дюжина | «Травушка»       | II     |
| 2007 | Чартова дюжина | «Невеста полоза» | XI     |
| 2008 | Чартова дюжина | «Рапунцель»      | VI     |
| 2009 | Чартова дюжина | «Далеко»         | VII    |
| 2012 | Чартова дюжина | «Дороги»         | IX     |
| 2013 | Чартова дюжина | «Контрабанда»    | III    |
| 2024 | Чартова дюжина | «Царевич»        | Победа |

## Интервью
- Интервью журналу «Домашний ребёнок»: «Беременность — время, когда внутри два сердца и две бессмертные души» (февраль 2012)
- Интервью порталу «Сиб.фм»: «О новых мифах, гордыне и „картофельной“ Ирландии» (март 2013)
- Интервью сайту «Звуки.ру» (октябрь 2013)
- (Сергей Калинин) Наталья О`Шей: «Жизнь может не быть счастливой, но строго должна быть интересной» Архивная копия от 26 октября 2017 на Wayback Machine // ИА «ЯРКУБ» (апрель 2014)
- (Сергей Калинин) Наталья О`Шей: «Новый альбом будет рыцарским романом, помноженным на космическую сагу» Архивная копия от 3 сентября 2016 на Wayback Machine // ИА «ЯРКУБ» (декабрь 2014)
- (Михаил Беляков) Наталья О`Шей: эволюция «Мельницы», или «Алхимия» как любимый альбом коллектива // ИА «ЯРКУБ» (май 2016)
- Интервью проекту «Время для мамы»: «Вы имеете право на то, чтобы быть самими собой» (июнь 2016)

## Научные публикации
Квалификационные работы
- Тематизация презенса сильного глагола в кельтских и германских языках: (на материале древнеирландского и готского): дис. на соиск. учен. степ. к.филол.н.: спец. 10.02.04 / Николаева Наталья Андреевна; [МГУ им. М. В. Ломоносова]. — М.: Б.и.: 2003.
  - Тематизация презенса сильного глагола в кельтских и германских языках: (на материале древнеирландского и готского): автореф. дис. на соиск. учен. степ. к.филол.н.: спец. 10.02.04 / Николаева Наталья Андреевна; [МГУ им. М. В. Ломоносова]. — М.: Б.и.: 2003. — 26 с.

- Михайлова Т. А., Николаева Н. А. Номинация смерти в гойдельских языках: к проблеме реконструкции кельтской эсхатологии. // Вопросы языкознания. — № 1. — январь-февраль 1998. — С. 121—139. — ISSN 0373-658X
- Николаева Н. А. Спорная этимология некоторых древнеирландских обозначений умирания. Доклад. // Язык и культура кельтов. Материалы VI коллоквиума (Санкт Петербург, 16—17 ноября 1998 г.). / Отв. ред. А. И. Фалилеев. — СПб.: Наука, 1998. — С. 32—33. — 70 c. — ISBN 5-02-028402-5
- Михайлова Т., Николаева Н. Учебная хрестоматия по древнеирландскому языку. Часть 2. Словарь. — М.: Издательство МГУ (препринт), 1999. — 56 с.
- Николаева Н. А. Смерть как судьба в древнеирландском языке: семантика и этимология. Доклад. // Язык и культура кельтов. Материалы VII коллоквиума (Санкт-Петербург, 29 июня — 1 июля 1999 г.). — СПб.: Наука, 1999. — С. 71. — 73 с. — ISBN 5-02-028464-5
- Николаева H. А. Смерть как судьба в древнеирландском языке. // Вестник Московского государственного университета. Серия 9. Филология. — 2000. — № 2. — С. 52—66. — ISSN 01300075
- Николаева H. А. Этимологические заметки. Др.-ирл. baid, at-bath, at-baill, bath, bas. // Известия РАН. Серия литературы и языка, том 60. — № 3. — 2001. — С. 55—58. — ISSN 03211711
- Николаева H. A. О морфонологии бессуфиксального претерита в древнеирландском языке: др.-ирл fíu и другие. Доклад на VIII коллоквиуме: Язык и культура кельтов (Санкт-Петербург, 25—26 декабря 2001 г.).
  - Николаева H. A. Аномальные формы др.-ирл. бессуффиксального претерита: др.-ирл. fíu и другие. Доклад. // Язык и культура кельтов. Материалы IX коллоквиума (Санкт-Петербург, 25—26 декабря 2001 г.). / Под ред. А. И. Фалилеева, ответственный соредактор С. В. Иванов. — СПб.: Наука, 2003. — С. 84—95. — 153 с. — ISBN 5-02-027135-7
- Nikolayeva N., On the Phonology of the OIr. Names Amlaíb, Ímar, Tomrair. // Language Links: the Languages of Scotland and Ireland. / Kirk, J. M., & Ó Baoill, D. P., eds. — Belfast: Queen’s University Belfast, 2001. — PP. 116—118. — 289 p. — (Belfast Studies in Language, Culture and Politics). — ISBN 0-85389-795-6, ISBN 978-0-85389-795-8
- Nikolaeva N., The drink of death. // Studia Celtica 35. — № 1. — January 2001. — PP. 299—306. — ISSN 00816353
  - Николаева Н. А. Питьё смерти // Представления о смерти и локализация иного мира у древних кельтов и германцев. / Под. ред. В. П. Калыгина. — М.: Языки славянской культуры, 2002. — 458, [5] с. — (Язык. Семиотика. Культура. Малая серия). — ISBN 5-94457-057-1
- Указатель I. Указатель исследуемых кельтских и германских языковых единиц (сост. Н. А. Николаева) // Представления о смерти и локализация иного мира у древних кельтов и германцев. / Под. ред. В. П. Калыгина. — М.: Языки славянской культуры, 2002. — 458, [5] с. — (Язык. Семиотика. Культура. Малая серия). — ISBN 5-94457-057-1
- Указатель II. Указатель имён собственных, исторических и мифологических реалий (сост. Н. А. Николаева) // Представления о смерти и локализация иного мира у древних кельтов и германцев. / Под. ред. В. П. Калыгина. — М.: Языки славянской культуры, 2002. — 458, [5] с. — (Язык. Семиотика. Культура. Малая серия). — ISBN 5-94457-057-1
- Nikolayeva N. A., Mikhailova T. A., The denotations of death in Goidelic: to the question of Celtic eschatological conceptions. // Zeitschrift für celtische Philologie 53, Issue 1, (2003). — PP. 93-115. — ISSN 00845302, DOI 10.1515/ZCPH.2003.93
- Nikolaeva N., Hiatus verbs in OIr: a question of classification. // XIIth International Congress of Celtic Studies (24-30 August 2003, University of Wales, Aberystwyth). = XIIfed Gyngres Astudiaethau Celtaidd Ryngwladol (24-30 Awst 2003, Prifysgol Cymru, Aberystwyth). — Aberystwyth, 2003.
- Николаева H. A. О судьбе индоевропейского назального презенса в германских языках (на материале готского языка). // Сравнительно-историческое исследование языков: современное состояние и перспективы. Сборник статей по материалам международной научной конференции (Москва, 22-24 января 2003 г.). / Сост. В. А. Кочергина. — М.: Издательство Московского университета, 2004. — С. 280—290. — 470 с. — ISBN 5-211-04915-2
- О’Шей Н. А. Галльские и лепонтийские формы претерита — традиции, инновации и вопрос диалектного распределения. // Вопросы языкознания. — № 6. — ноябрь-декабрь 2005. — С. 31—43. — ISSN 0373-658X
- O’Shea N., Reduplicated Presents in Celtic. // Proceedings of the Seventh Symposium of the Societas Celtologica Nordica. / Ed. Micheál Ó Flaithearta. — Stockholm: Elanders Gotab, 2007. — PP. 137—144. —194 p. — (Acta Universitatis Upsaliensis: Studia Celtica Upsaliensia 6). — ISSN 05622719, ISBN 978-91-554-6875-0
- О’Шей Н. А. Древнеирландские свидетельства в пользу реконструкции индоевропейских акростатических глагольных структур. // Вопросы языкознания. — № 4. — июль-август 2010. — С. 109—119. — ISSN 0373-658X

- Кэри Дж. Время, память и некрополь на реке Бойне (пер. Н. Николаевой) // Атлантика: записки по исторической поэтике. Вып. III. — М.: Издательство МГУ, 1997. — С. 128—139. — 251 с.
- Смерть Келтхара, сына Утехара. Введ. пер. и комм. Н. А. Николаевой // Атлантика: записки по исторической поэтике. Вып. IV. — М.: Издательство МГУ, 1999. — С. 208—221. — 246 с. — ISBN 5-211-04117-8
  - Смерть Келтхара, сына Утехара. Пер. Н. Николаевой // Саги об уладах: пер. с ирл. / Сост. Т. Михайловой; примеч. Т. Михайловой, С. Шкунаева. — М.: Аграф, 2004. — 634, [1] с. — С. 456—459. — (Наследие кельтов. Источники). — ISBN 5-7784-0270-8
- Чудо Ку Рои. Введ. пер. и комм. Н. А. Николаевой // Атлантика: записки по исторической поэтике. Вып. V. — М.: Издательство МГУ, 2001. — С. 284—297. — 306 с. — ISBN 5-211-04450-9
- Кэри Дж. Время, пространство и иной мир (пер. Н. Николаевой) // Представления о смерти и локализация иного мира у древних кельтов и германцев. / Под. ред. В. П. Калыгина. — М.: Языки славянской культуры, 2002. — С. 130—152. — 458, [5] с. — (Язык. Семиотика. Культура. Малая серия). — ISBN 5-94457-057-1
- Хереберт М. Преображение ирландской богини (пер. Н. Николаевой) // Атлантика: записки по исторической поэтике. Вып. VI. — М.: Издательство МГУ, 2004. — С. 87—97. — 212 с. — ISBN 5-211-04875-X
  - Хереберт М. Преображение ирландской богини (пер. Н. Николаевой) // Мифологема женщины-судьбы у древних кельтов и германцев: сборник / Отв. ред. Т. А. Михайлова. — М.: Индрик, 2005. — С. 50—61. — 334 с. — ISBN 5-85759-332-8
- Смерть единственного сына Айфе. Пер. Н. Николаевой // Саги об уладах: пер. с ирл. / Сост. Т. Михайлова; примеч. Т. Михайловой, С. Шкунаева. — М.: Аграф, 2004. — 634, [1] с. — С. 180—184. — (Наследие кельтов. Источники). — ISBN 5-7784-0270-8
- Смерть Фергуса, сына Ройга. Пер. Н. Николаевой // Саги об уладах: пер. с ирл. / Сост. Т. Михайлова; примеч. Т. Михайловой, С. Шкунаева. — М.: Аграф, 2004. — 634, [1] с. — С. 445—446. — (Наследие кельтов. Источники). — ISBN 5-7784-0270-8
- Смерть Лоэгайре Победоносного. Пер. Н. Николаевой // Саги об уладах: пер. с ирл. / Сост. Т. Михайлова; примеч. Т. Михайловой, С. Шкунаева. — М.: Аграф, 2004. — 634, [1] с. — С. 447—447. — (Наследие кельтов. Источники). — ISBN 5-7784-0270-8
- Смерть Ку Рои. Пер. Н. Николаевой // Саги об уладах: пер. с ирл. / Сост. Т. Михайлова; примеч. Т. Михайловой, С. Шкунаева. — М.: Аграф, 2004. — 634, [1] с. — С. 448—455. — (Наследие кельтов. Источники). — ISBN 5-7784-0270-8
- Смерть Конхобара. Пер. Н. Николаевой // Саги об уладах: пер. с ирл. / Сост. Т. Михайлова; примеч. Т. Михайловой, С. Шкунаева. — М.: Аграф, 2004. — 634, [1] с. — С. 460—463. — (Наследие кельтов. Источники). — ISBN 5-7784-0270-8
- Содержание Коналла Победоносного в Круахане и Смерть Айлиля и Коналла Победоносного. Пер. Н. Николаевой // Саги об уладах: пер. с ирл. / Сост. Т. Михайлова; примеч. Т. Михайловой, С. Шкунаева. — М.: Аграф, 2004. — 634, [1] с. — С. 464—467. — (Наследие кельтов. Источники). — ISBN 5-7784-0270-8
- Смерть Кета, сына Магу. Пер. Н. Николаевой // Саги об уладах: пер. с ирл. / Сост. Т. Михайлова; примеч. Т. Михайловой, С. Шкунаева. — М.: Аграф, 2004. — 634, [1] с. — С. 468—470. — (Наследие кельтов. Источники). — ISBN 5-7784-0270-8